# Косарики (ботаніка)
Коса́рики, або гладіо́лус (Gladiolus) — рід багаторічних бульбоцибулинних рослин родини півникових з гарними квітами. Латинська назва походить від лат. gladius («меч», «гладіус») і пов'язана з тим, що листя гладіолуса нагадують леза. Батьківщина — тропічні та субтропічні райони Африки, Середземномор'я, середні Європа та Азія, західний Сибір. Рід включає близько 250 видів, з яких 163 походять із південної частини Африки, 10 з Євразії, 9 ростуть на Мадагаскарі.

## Ботанічний опис

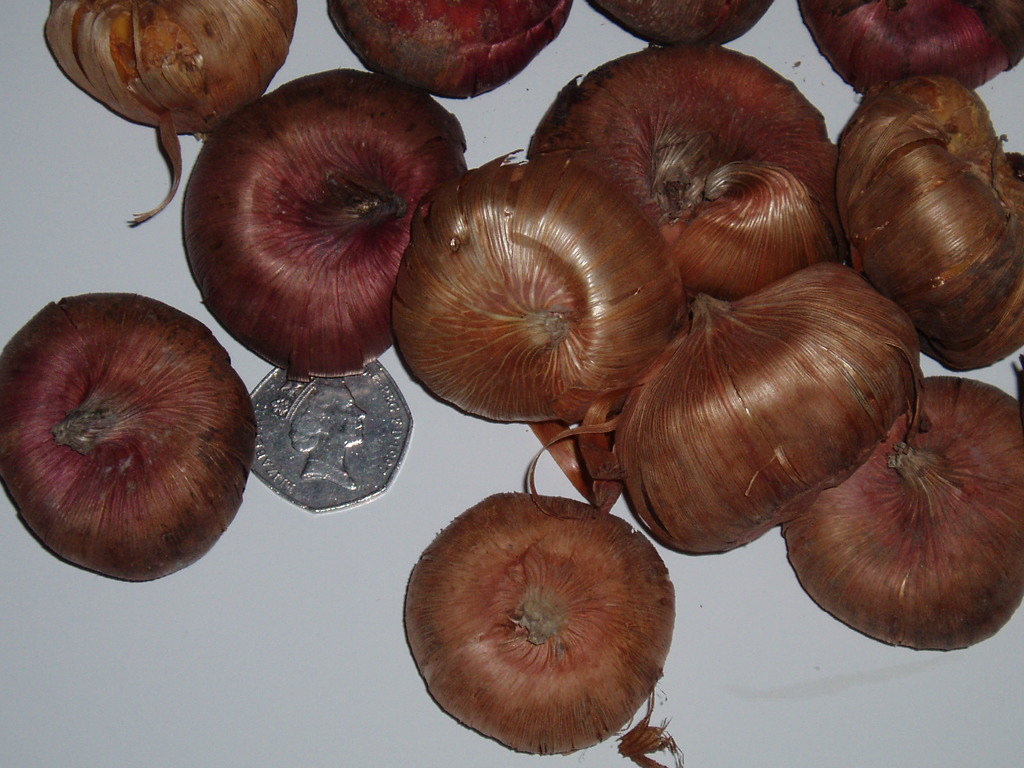
Бульбоцибулини гладіолуса

Рослини багаторічні, бульбоцибулинні. Стебла прямі, поодинокі, улиснені, 50–150 см заввишки. Листки тонкі, лінійні або мечоподібні 50–80 см завдовжки, блакитно-зеленого кольору, змикаються навколо стебла, надаючи йому додаткової міцності. Квітки зібрані в однобічне, двостороннє або спіральне колосоподібне суцвіття до 80 см довжиною, середньощільне або щільне. Квітки сидячі з простою лійкоподібною оцвітиною з шести неоднакових зрощених частин, різної величини і форми. Плід — тристулкова коробочка. Насіння кругле або овальне, коричневе. Бульбоцибулини округлі, поновлюються щорічно, вкриті плівчастими лусочками від білого до чорно-вишневого забарвлення.

## Історія використання та селекції
Близько 300 р. до н. е. бульбоцибулини гладіолусів вживали в їжу, запікаючи їх або використовуючи як основу для коржів, розмелюючи разом з цибулею.
У I столітті до н. е. гладіолуси згадуються Плінієм у зв'язку з їх нібито магічною силою вберігати воїна від смерті й приносити перемогу. З магічною метою бульбоцибулини гладіолуса воїни носили на шиї як амулет.
Діоскорид описав дикорослі види гладіолусів (Gladiolus segentum) у 50-х роках н. е.
У середні століття борошно з гладіолусів додавали при випіканні хліба.
У XVII–XVIII століттях гладіолуси використовували для лікування як сечогінний засіб, для збільшення материнського молока або як знеболювальне при болі зубів.
Південноафриканські види гладіолусів з'явилися у Європі лише в XVII столітті, ставши родоначальниками більшості сучасних видів. У 1807 році англієць Вільям Герберт отримав перші міжвидові гібриди гладіолусів, схрестивши кілька південноафриканських видів. Саме тоді зародилось зацікавлення гладіолусами як декоративними рослинами.
Бельгійський селекціонер М. еддінгауз, придворний садівник з Енгхіна, в 1837 році вивів перші гібриди літньоквітучих гладіолусів, що отримали назву Гентський гладіолус (Gladiolus gandavensis), кількість яких до 1880 року нараховувала близько двох тисяч.
1887 року з'явився примулоподібний гладіолус (Gladiolus primulinus).
У США гладіолуси потрапили наприкінці XIX століття, де селекціонером Амосом Кундердом в 1907 році був виведений сорт гладіолусів з гофрованими квітками.

## Легенда виникнення
Давньоримська легенда стверджує: якщо цибулини гладіолуса повісити на грудях як амулети, вони не тільки допоможуть перемогти ворога, а й убережуть від загибелі.
Римляни вважали гладіолус квіткою гладіаторів. Існує така легенда: жорстокий римський полководець захопив у полон фракійських воїнів і наказав зробити з них гладіаторів. Найвідважнішим, найспритнішим, найкрасивішим і найвірнішим друзям, Севту і Тересу, полководець велів першими битися один з одним, пообіцявши переможцеві свободу і руку своєï дочки.
На ратне видовище зібралася зацікавлена публіка. Засурмили сурми, закликаючи відважних до битви, проте Севт і Терес встромили мечі у землю і кинулися один до одного з відкритими обіймами.
Глядачі обурено галасували. Знов засурмили сурми, вимагаючи поєдинку, і, коли хлопці знову не задовольнили вимоги кровожерних римлян, їх стратили. І тільки-но їхні тіла торкнулися землі, з рукоятей їхніх мечів розцвіли гладіолуси, які й досі вважають символом дружби, вірності, пам'ять, благородства.

## Галерея

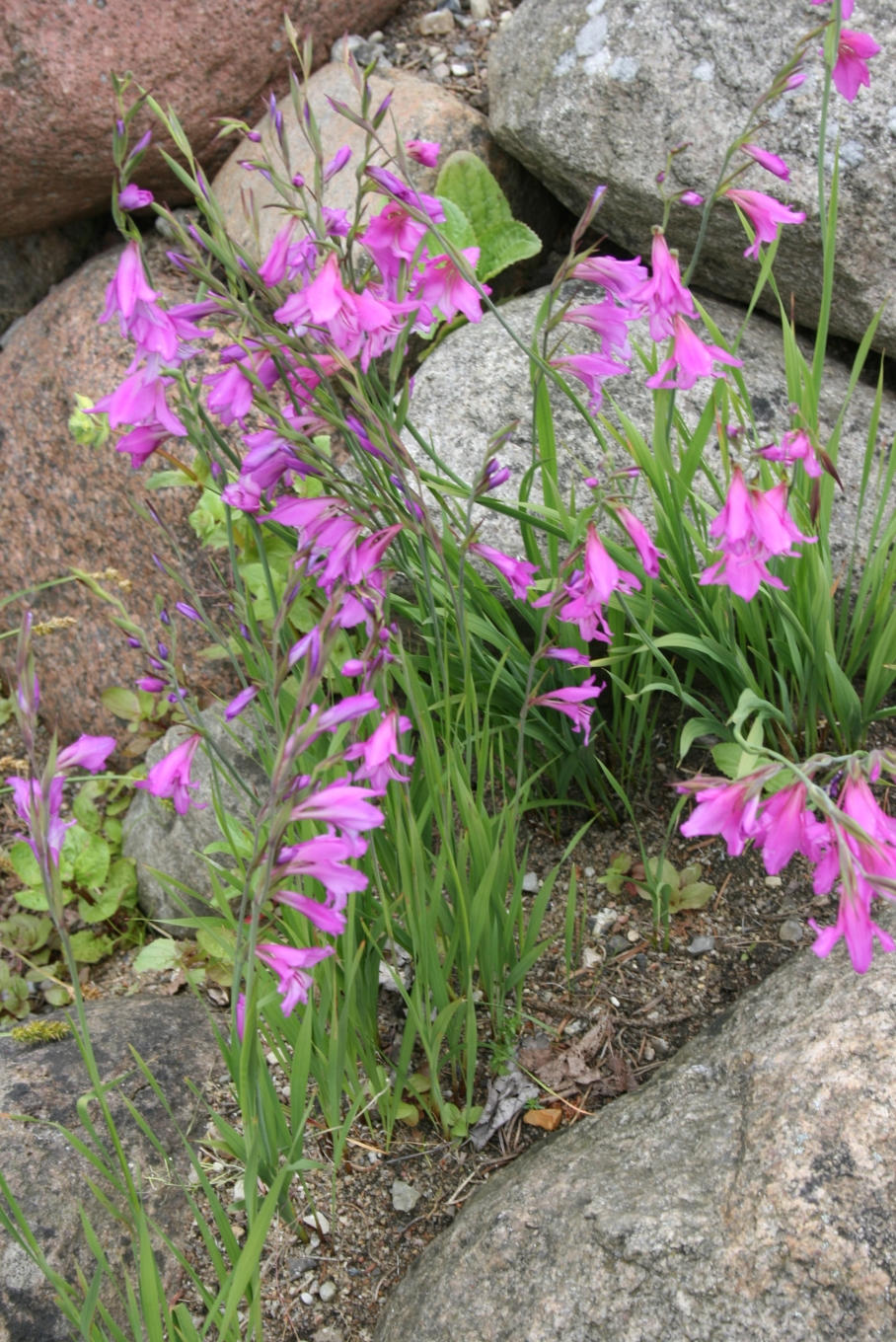
Gladiolus illyricus
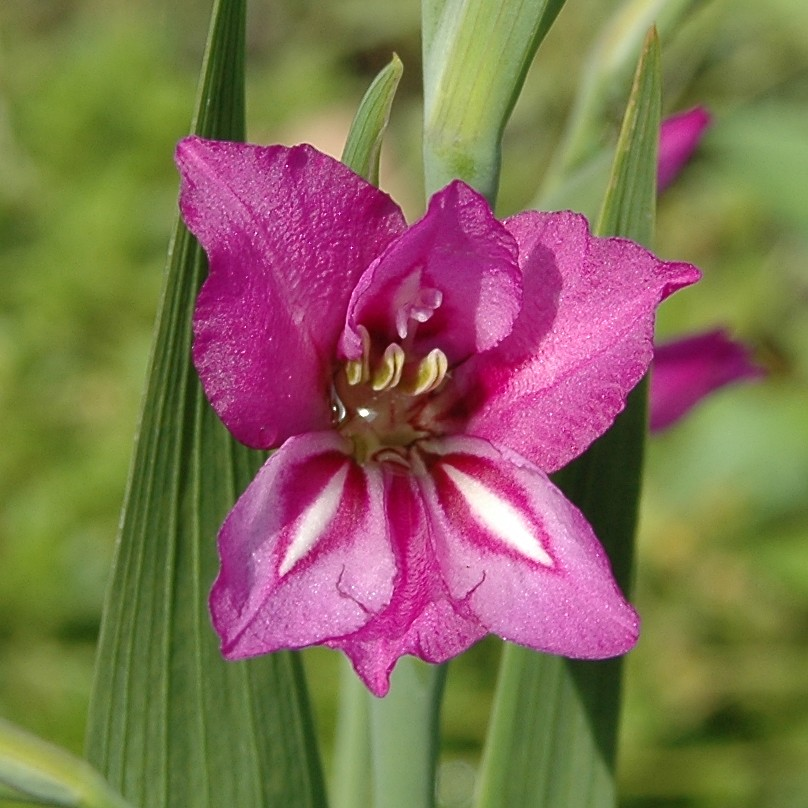
Gladiolus imbricatus
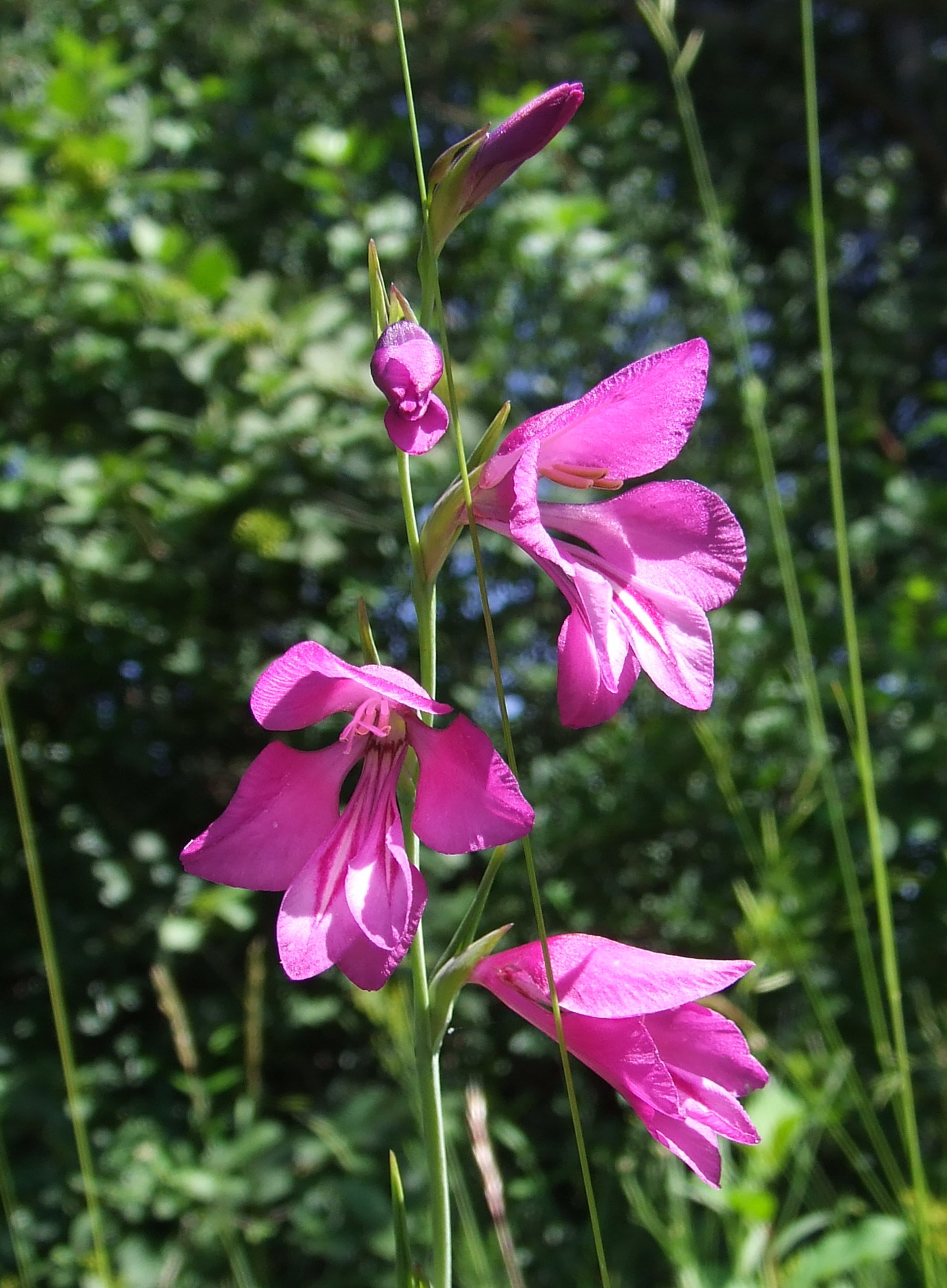
Gladiolus palustris
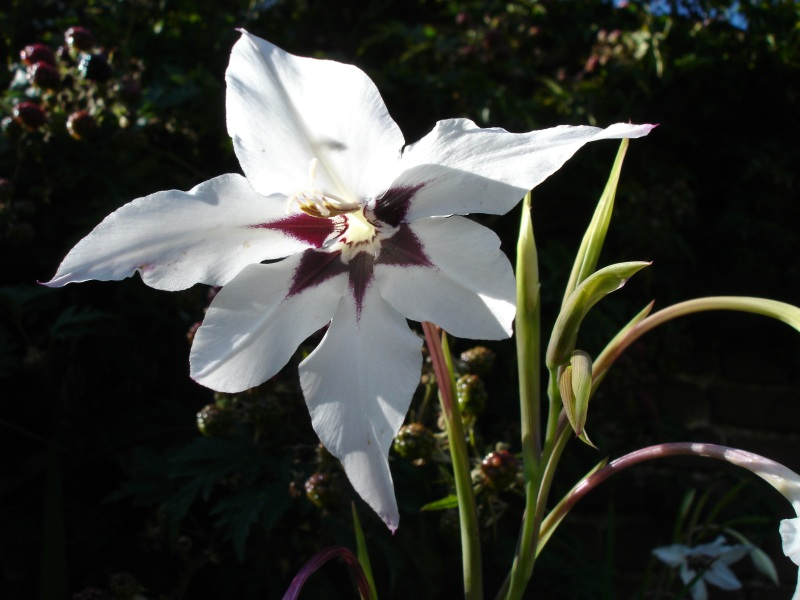
Gladiolus callianthus
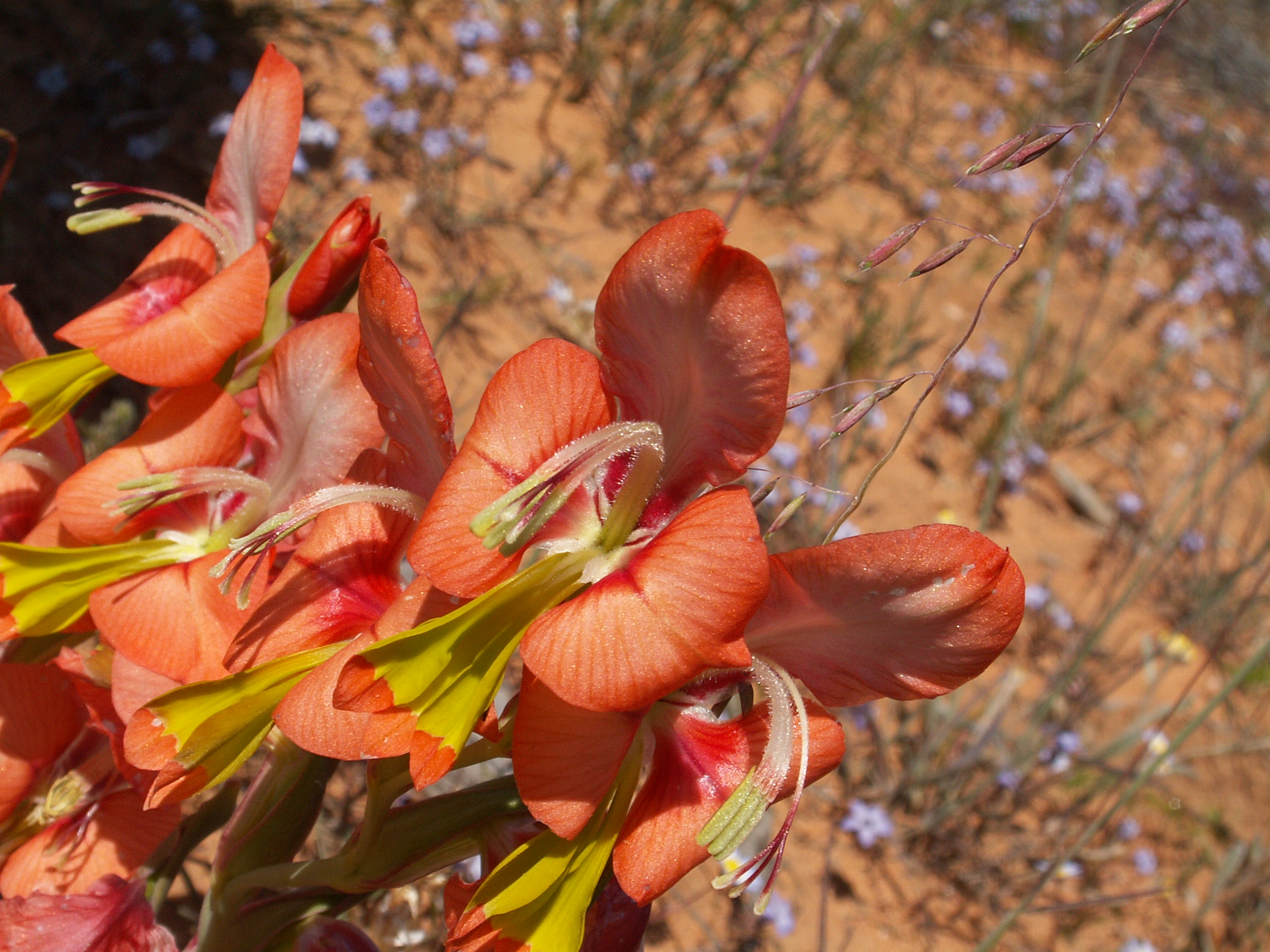
Gladiolus alatus
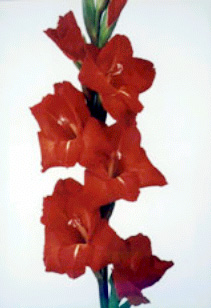
Gladiolus communis